# Glenn Lowell Jepsen
Glenn Lowell Jepsen (* 4. März 1903 in Lead (South Dakota); † 15. Oktober 1974 in Princeton (New Jersey)) war ein US-amerikanischer Wirbeltier-Paläontologe und Direktor des Princeton Museum of Natural History.
Jepsen wuchs in Rapid City auf und studierte ein Jahr an der University of Michigan, bevor er Englisch an der School of Mines in Rapid City unterrichtete und dort weitere Kurse besuchte. Nachdem er zufällig den Paläontologen und Geologen William John Sinclair (1877–1935) traf, folgte er diesem nach Princeton und freundete sich mit ihm an. 1927 erwarb er seinen Bachelor-Abschluss in Geologie in Princeton und nahm an einer ersten Feldexpedition nach Wyoming (Big Horn Basin) teil. Noch als Student publizierte über die damals älteste bekannte Katze (Hoplophoneus oharrai) aus dem Oligozän der Badlands von South Dakota, wo er viele frühe Säugerfossilien sammelte. 1930 wurde er bei Sinclair in Princeton promoviert, wurde 1931 Instructor, 1936 Kurator für Wirbeltierpaläontologie, 1934 Assistant Professor, 1940 Associate Professor und 1946 der erste Sinclair Professor für Wirbeltierpaläontologie. Sinclair selbst, seit 1930 Professor in Princeton, war schon 1935 gestorben und hinterließ eine Stiftungsprofessur aus seinem als Erdölgeologe gewonnenen Vermögen. 1936 bis zu seinem Ruhestand 1971 war Jepsen Direktor des Princeton Natural History Museum. Er leitete viele Feldexpeditionen.
Er sammelte insbesondere Säugerfossilien des Paläozän von Wyoming (Polecat Bench Formation bei Powell (Wyoming), die er in den 1920er-Jahren entdeckte und benannte), befasste sich mit der Evolution der Säugetiere im Paläozän und de Biostratigraphie des nordamerikanischen nicht-marinen Tertiärs, wobei er seinem Lehrer Sinclair folgte. Polecat Bench wurde durch seine Sammeltätigkeit die am besten erforschte Formation in Bezug auf die frühe Säugerentwicklung im Paläozän.
1966 beschrieb er in Science die älteste bekannte Fledermaus (Icaronycteris index) aus dem Eozän der Green-River-Formation im südwestlichen Wyoming. Er präparierte das Fossil selbst in minutiöser mühevoller Arbeit.
1962 erhielt er die Addison-Emery-Verrill-Medaille. 1955/56 war er Vizepräsident der Paleontological Society und 1944/45 Präsident der Society of Vertebrate Paleontology. Er war Mitglied der American Association for the Advancement of Science und der American Philosophical Society. Er war Fellow der Geological Society of America und 1951 bis 1954 deren Councilor.
Er interessierte sich für die interdisziplinäre Zusammenarbeit von Paläontologie mit Evolutionstheorie und Genetik und war Mitorganisator einer entsprechenden Konferenz in Princeton anlässlich der 200-Jahr-Feier, aus der ein bekannter Konferenzband hervorging.

## Schriften
- Herausgeber mit George Gaylord Simpson, Ernst Mayr: Genetics, Paleontology and Evolution, Princeton UP 1949